# 呉冠勛
呉 冠勛（ご かんくん、ウー・グァンシュン、英語: Wu Guan-xun、2002年5月29日 - ）は、台湾の男子バドミントン選手。

## 経歴
ジュニア時代から、同い年の魏俊緯とペアを組み、世界ランクは最高で48位まで到達。